# マイタイ・フアチャイシン
マイク・ピロムポーン（タイ語: ไหมไทย หัวใจศิลป์、1968年1月14日 - ）は、タイの歌手。1994年にトップライン・ダイヤモンドの歌手として業界に入り。2003年に歌から知られる"「ドイツでお会いしましょう（เห็นเธอที่เยอรมัน）」"。 彼はタイの有名なバンド、シアン・イーサンのリーダーです。

## 作品

### アルバム
- 2003 - "「ドイツでお会いしましょう（เห็นเธอที่เยอรมัน）」"
- 2004 - Buk See Der
- 2007 - Bao Phan Phuen Mueang
- 2008 - Nak Soo Huajai Seng
- 2009 - Welcome to Thamma
- 2010 - Bor Mee Sith Nuei
- 2011 - Sing Khanong Lam (with Monkaen Kaenkoon)
- 2011 - No.5 Sangkad Phak Phuea Ther
- 2015 - Tem Jai Yom Hai Tua